# 尤托 (阿拉巴马州)
尤托（英文：Eutaw），是美国阿拉巴马州下属的一座城市。面积约为11.93平方英里（约合 30.91平方公里）。根据2010年美国人口普查，该市有人口2,934人，人口密度为245.87/平方英里（约合94.92/平方公里）。